# 1-雄酮
1-雄酮（英語：1-Androsterone，1-andro，也被称为1-脱氢表雄酮，1-dehydroepiandrosterone，1-DHEA，δ1-epiandrosterone，或5α-雄甾-1-烯-3β-醇-17-酮，5α-androst-1-en-3β-ol-17-one）是一种人工合成的同化類固醇（AAS）药物。它可看做是1-睾酮（双氢勃地酮，dihydroboldenone）、1-雄烯二酮以及其它1-脱氢雄激素的激素原。它是脱氢表雄酮（DHEA; 5-dehydroepiandrosterone）的双键位置异构体。